# Piąta edycja Seiyū Awards
Piąta edycja Seiyū Awards – ceremonia wręczenia nagród japońskim aktorom głosowym, która odbyła się w dniu 5 marca 2011 r. w Tokio. Głosowanie trwało od 22 października 2010 do 1 stycznia 2011. W przeciwieństwie do poprzednich edycji w piątej Seiyū Awards nie została przyznana nagroda dla najlepszego aktora roli pierwszoplanowej.

## Lista zwycięzców
| Najlepszy aktor pierwszoplanowy      | Najlepszy aktor pierwszoplanowy | Najlepszy aktor pierwszoplanowy                     | Najlepszy aktor pierwszoplanowy                                |
| Zwycięzcy                            | Agencja                         | Postacie animowane                                  | Anime                                                          |
| ------------------------------------ | ------------------------------- | --------------------------------------------------- | -------------------------------------------------------------- |
| Nie przyznano                        | -                               | -                                                   | -                                                              |
| Najlepsza aktorka pierwszoplanowa    |                                 |                                                     |                                                                |
| Aki Toyosaki                         | Music Rayn                      | Yui Hirasawa                                        | K-On!                                                          |
| Najlepsi aktorzy ról drugoplanowych  |                                 |                                                     |                                                                |
| Nobuhiko Okamoto                     | Pro-Fit                         | Takumi Usui Eiji Niizuma Accelerator                | Służąca przewodnicząca Bakuman Toaru majutsu no Index II       |
| Kazuya Nakai                         | Aoni Production                 | Roronoa Zoro Hijikata Toushirou                     | One Piece Gintama                                              |
| Najlepsze aktorki ról drugoplanowych |                                 |                                                     |                                                                |
| Satomi Arai                          | Yu-Rin Pro                      | Kuroko Shirai Narradora                             | Toaru kagaku no Railgun Ōkami-san to shichinin no nakama-tachi |
| Kanae Itō                            | Aoni Production                 | Elcea de rux ima Sanae Nagatsuki                    | Kami nomi zo shiru sekai Shinryaku! Ika Musume                 |
| Najlepsze objawienie wśród aktorów   |                                 |                                                     |                                                                |
| Kouki Uchiyama                       | Gekidan Himawari                | Banagher Links Natsuno Yūki                         | Mobile Suit Gundam UC Shiki                                    |
| Najlepsze objawienie wśród aktorek   |                                 |                                                     |                                                                |
| Hisako Kanemoto                      | Production Baobab               | Ika Musume Kanata Sorami                            | Shinryaku! Ika Musume So・Ra・No・Wo・To                       |
| Satomi Satō                          | Aoni Production                 | Wendy Marvell Manami Tamura Ritsu Tainaka           | Fairy Tail Ore no imōto ga konna ni kawaii wake ga nai K-On!   |
| Nagroda Kids Family                  |                                 |                                                     |                                                                |
| Junko Takeuchi                       | Ogi Pro The Next                | Naruto Uzumaki Endou Mamoru                         | Naruto Shippūden Inazuma 11                                    |
| Najlepsza Osobowość Radiowa          |                                 |                                                     |                                                                |
| Zwycięzca                            | Agencja                         | Program radiowy                                     | Stacja radiowa                                                 |
| Aki Toyosaki                         | Music Ray'n                     | Radion!! Pl@net Sphere Toyosaki Aki no Okaeri Radio | –                                                              |
| Najlepszy występ muzyczny            |                                 |                                                     |                                                                |
| Zwycięzca                            | Dyskografia                     | Piosenka                                            | Anime                                                          |
| Minori Chihara                       | Avex Planning & Development     | „Yasashii boukyaku”, ending                         | Suzumiya Haruhi no shōshitsu                                   |
| Nagroda Kazue Takahashi              |                                 |                                                     |                                                                |
| Zwycięzcy                            | Agencja                         |                                                     |                                                                |
| Mayumi Tanaka                        | Aoni Production                 |                                                     |                                                                |
| Nagrody za osiągnięcia artystyczne   |                                 |                                                     |                                                                |
| Isao Sasaki                          | One Pair                        |                                                     |                                                                |
| Hiroko Suzuki                        | Ken Production                  |                                                     |                                                                |
| Masaaki Yajima                       | Freelancer                      |                                                     |                                                                |
| Nagroda za specjalne osiągnięcia     |                                 |                                                     |                                                                |
| Nachi Nozawa                         | Office PAC                      |                                                     |                                                                |
| Nagroda Kei Tomiyama                 |                                 |                                                     |                                                                |
| Rikiya Koyama                        | Haiyuza                         |                                                     |                                                                |
| Nagroda od zagranicznych fanów       |                                 |                                                     |                                                                |
| Miyuki Sawashiro                     | Mausu Promotion                 |                                                     |                                                                |
| Nagroda Synergy                      |                                 |                                                     |                                                                |
| Nagroda                              | Aktorzy                         |                                                     |                                                                |
| Detektyw Conan                       | Minami Takayama                 |                                                     |                                                                |